# TSUNAMI -ツナミ-
『TSUNAMI -ツナミ-』（原題：해운대、ヘウンデ(海雲台)）は、2009年公開の韓国映画。韓国での観客動員数は1,145万人を突破した。

## 概要
日本ではタイトルを『TSUNAMI』としてパニック映画として売り出されているが、韓国では原題のとおり『海雲台』を舞台にその近郊に住む一家たちそれぞれの家族ドラマをメインに取り上げている。1150万人の観客を動員し、2009年公開の韓国最大のヒット映画である。韓国歴代でも4位を記録し、動員1000万人超えは『グエムル-漢江の怪物-』以来3年ぶりとなった。

## ストーリー
インドネシアを襲った巨大な津波によって幼馴染・ヨニの父を助けられなかったマンシクは、なかなか彼女に想いを告げられず、酒におぼれる日々を繰り返し家族や仲間たちからも呆れられていた。
またマンシクの弟で救助隊員のヒョンシクは海でおぼれている女性、ヒミを救助、人工呼吸を試みた際、キスされたと勘違いされた後、彼女からの熱烈なアプローチに困り果てる毎日。
打って変わって地質学者のキムは年内に発生している海底地震に違和感を覚え現地に赴く。そこで7年前に離婚した妻・ユジンとその娘に再会し、動揺を感じながらも調査を続けていた。
キムは調査を進めていくと、もうすぐ100万人の観光客が集う海雲台（ヘウンデ）に巨大津波・『メガ津波』が起こると予測する。
3組のストーリーが進んでいく中、ついにキムの予想通り、メガ津波がヘウンデに襲い掛かる。

## キャスト
| 役名       | 俳優             | 日本語吹替     |
| ---------- | ---------------- | -------------- |
| マンシク   | ソル・ギョング   | 東地宏樹       |
| ヨニ       | ハ・ジウォン     | 若原美紀       |
| キム・フィ | パク・チュンフン | てらそままさき |
| ユジン     | オム・ジョンファ | 岡村明美       |
| ヒョンシク | イ・ミンギ       | 高橋広樹       |
| ヒミ       | カン・イェウォン | 木下紗華       |
| ドンチュン | キム・イングォン | 小森創介       |

## 日本公開
日本では、パラマウント・ジャパンとCJエンタテインメント・ジャパンの共同配給により2010年9月25日から公開された。
かねてより韓国内でパラマウント映画の配給をしていたCJグループが日本でCJエンタテインメント・ジャパンを設立し、日本で自社作品をパラマウント・ジャパンと共同配給していくことになった。その第1弾が本作である。
日本語吹替はパラマウント・ジャパンが提唱する「超日本語吹替版」が採用された。この吹替版の監修には、『ゴジラvsビオランテ』などの平成ゴジラシリーズを手掛けた大森一樹監督と川北紘一特技監督が起用された。そして津波が観光客を襲うシーンで臨場感を出すため、横浜市日産スタジアムに1万8152人を集めて悲鳴を収録する「史上最大のアフレコ収録」が行われた。
日本語吹替版ではAKB48の「あなたがいてくれたから」がエンディングソングとして使われた。
2011年4月23日にWOWOWでテレビ初放送の予定だったが、津波が甚大な被害を与えた東日本大震災が発生し、3月24日に放送中止が告知された。